# Claude Givaudan
 (avril 2022).
Pour les articles homonymes, voir Givaudan (homonymie).
Claude Givaudan (1938-1988) est un galeriste, éditeur et producteur franco-suisse des années 1960-1970.

## Biographie
Issu d'une illustre famille de chimistes spécialisés dans les arômes de synthèse (Léon et Xavier Givaudan), Claude Givaudan et son épouse Béatrice inaugurent le 18 janvier 1966 à Paris, 201 boulevard Saint-Germain, la Galerie Givaudan. Parmi les administrateurs se trouve être le Suisse Harald Szeemann. Cette galerie ne vise pas simplement à exposer des artistes contemporains, elle présente aussi des livres d'artistes, des objets, qu'elle édite elle-même et qu'elle appelle des « multiples ». Ils inaugurent aussi une autre galerie d'exposition, cette fois à Genève située rue du Soleil Levant .
À l'instar d'éditeurs comme François Di Dio ou Robert Morel, mais beaucoup plus centré sur l'art contemporain et les artistes eux-mêmes, Claude Givaudan commence à éditer des objets conçus avec des artistes et signés par eux, des multiples qui se voulaient des « créations […] plus radicales encore, [et qui] ont exploité des techniques et des matériaux modernes comme supports de l'édition, assimilant le livre-objet à une installation. »
Givaudan s'inscrit ainsi dans la tradition des éditeurs d'art spécialisés dans l'estampe (qu'il perpétue) ou la gravure, mais selon un angle économique radicalement différent, du moins en son temps. Comme le soulignait en 1968 le critique Otto Hahn, Givaudan veut « casser le système des galeries, aujourd'hui dépassé, et tenter de le remplacer par une distribution genre librairie [et] moraliser le marché de l'art. »
Pendant près de vingt ans, Claude Givaudan édite des centaines de multiples d'artistes, parfois avec la complicité de poètes, d'écrivains ou d'acteurs, objets prenant différentes formes souvent très originales — livres-objets, boîtes, disques, parfums, films, etc. — aujourd'hui fort recherchés par les collectionneurs mais dont les prix étaient, à l'époque de leur tirage (limité), considérés comme raisonnables (du moins, si on les comparait aux prix des estampes classiques). Le catalogue de cette maison d'édition-galerie atypique, inédit à ce jour, révèle une impressionnante liste d'artistes internationaux et un imaginaire comme « débridé » ou « hors-limite ».
En France, à cette même époque, et à titre d'exemple, la galerie Artcurial (Paris), perpétua longtemps l'édition de multiples à l'instar d'un Givaudan.

## Expositions mémorables
- 1967 : "À travers voir. Piotr  Kowalski", Galerie Givaudan, Paris (6-31 janv.)
- 1967 : "Ready-mades et éditions de et sur Marcel Duchamp", Galerie Givaudan, Paris (du 8 juin au 30 sept.)
- 1969 : "Louis Cane", Galerie Givaudan, Paris
- 1969 : "Carl Fredrik Reuterswärd. Laser à la main", Galerie Givaudan, Paris (juin)
- 1979 : "World Art Exposition", Boston

## Édition

### Livres /multiples(catalogue sélectif)
- Piotr Kowalski & Ghérasim Luca, Sisyphe Géomètre, Genève, Impr. Union (Paris), 1966 - livre sculpture comprenant des formes en verre remplies de gaz (néon, mercure, hélium) et un générateur électrique[5]
- Catalogue-sculpteurs, Genève, 1966 : 70 reproductions photographiques d’œuvres de Etienne-Martin, Miguel Berrocal, Michel Charpentier, Jacques Brown, Jacques Delahaye, Elisabeth Frink, Wilhelm Loth, Bernard Meadows, Isabelle Waldberg et Carlo Ramous[6].
- Arthur Rimbaud, Phrases, Genève, 1966 - Boîte cylindrique en verre. Le texte est imprimé sur une feuille au fond de la boîte et recouvert de mercure et de billes en verre ; placé verticalement, le livre s'ouvre.
- Pablo Neruda & Hundertwasser, Hauteurs de Macchu-Picchu, Genève, 1966 - Emboîtage de 32 formes lithographiées sur montage en bois noir
- Octavio Paz, Vrindaban, Genève, 1966 - boîte triangulaire contenant un cahier relié spirales formant un volume.
- Samuel Beckett, Molloy, pliage suspensoir et illustrations de Bernard Meadows, 106 ex., 1966.
- Étienne-Martin, Abécédaire et autres lieux, Genève, 1967 - Tirage de tête : Parallélépipède constitué de 60 feuilles avec montures en laiton, photographies et cartes sérigraphiées.
- Ghérasim Luca, Passionnément, Genève, 1967 - poème sonore sur disque 33 tours
- Octavio Paz & Marcel Duchamp, Marcel Duchamp ou le château de la pureté, Genève, 1967 - 101 pages comprenant 16 sérigraphies d'ombres portées de ready-mades
- Alain Jouffroy & Roberto Matta, L'abolition de l'art[7], Genève, 1968 - Tirage de tête: Emboîtage contenant une longue bande dessinée
- Erró : Erró - Tics, Genève, 1969
- Martial Raysse, Démocratie, Genève, 1970 - bouteille de parfum en deux éditions : homme (bleu) et femme (jaune) ; le jus, original, contient des billes de verre[8]
- Alan Odle, Gargantua, contes drolatiques de Balzac, Genève, 1977
- William S. Burroughs, Letters to Allen Ginsberg. 1953/1957, éd. bilingue, Geneva: Claude Givaudan/Am Here Books, 1978
- Kowalski, espaces, épreuves : contient Serre des temps de Henri-Alexis Baatsch ; Cimento : Kowalski de Jean-Christophe Bailly ; Idées récurrentes sur l'épreuve du sens de Jacques Dyck, Genève, 1978 - Tirage de tête: Reliure en basane verte, plats en verre en hologramme et bague en or, gravée
- Daniel Pommereulle, Café sanglant, Genève, 1978 - Tirage de tête: Reliure en maroquin brun signée Dominique Rutschmann avec incrustations de lames de couteaux à lancer en acier
- Alain Jacquet, Helen's boomerang, Genève, 1978 -
- William S. Burroughs, Scrapebook 3, Genève, 1979 - Fac-similé de 146 pages en xérocopies couleurs entoilées.

### Films d'artistes
Dans ses galeries, dès avril 1968, Givaudan édite et vend un certain nombre de courts et moyens métrages conçus par des artistes, sous la forme de  bandes magnétiques 12,5 mm (procédé EVR de CBS) dont :
- 1958 : Broadway by Light de William Klein, 10 min (n&b)
- 1963 : La Boulangère de Monceau d’Éric Rohmer, 26 min (n&b)
- 1963 : La Carrière de Suzanne d’Éric Rohmer, 52 min (n&b)
- 1964 : La Verifica incerta de Gianfranco Baruchello, 35 min avec Marcel Duchamp
- 1966 : Tulips de Wim van der Linden & Wim T. Schippers, 3 min 30
- 1966 : La Pomme, ou l'Histoire d'une histoire de  Charles Matton, 15 min
- 1966 : Heart Beat Fresco de Pim de la Parra, 10 min (n&b)
- 1967 : Grimaces[11], d'Erró, 42 min, avec Marcel Duchamp, Ted Joans, Robert Filliou
- 1967 : Jésus-Cola ou L'Hygiène de la vision de Martial Raysse, 12 min
- 1967 : Visa de censure N°X, de Pierre Clémenti, 55 min
- 1967 : Marie et le Curé, de Diourka Medveczky, 35 min
- 1968 : Ex de Jacques Monory, 4 min 30
- 1968 : Homero Presto de Martial Raysse, 10 min
- 1968 : One More Time de Daniel Pommereulle, 8 min
- 1968 : 9 mai-9 juin, Paris 1968 de Jean-Pierre Prévost, 45 min (?)[12]
- 1969 : Art de vie = carte de vœux de Pierre Clémenti, 3 min 45

## Hommages
- Juin-septembre 2019 : Exposition Éditions Claude Givaudan, Genève, MANCO.